# Ставищенська сільська рада (Попільнянський район)
Ставищенська сільська рада — колишня адміністративно-територіальна одиниця та орган місцевого самоврядування у Попільнянському районі Білоцерківської округи, Київської й Житомирської областей Української РСР та України з адміністративним центром у с. Ставище.

## Населені пункти
Сільській раді були підпорядковані населені пункти:
- с. Ставище

## Населення
Відповідно до результатів перепису населення СРСР, кількість населення ради станом на 12 січня 1989 року становила 746 осіб.
Станом на 5 грудня 2001 року, відповідно до перепису населення України, кількість мешканців сільської ради становила 469 осіб.

## Склад ради
Рада складалася з 14 депутатів та голови.

### Керівний склад сільської ради
| ПІБ                    | Основні відомості                                                               | Дата обрання | Дата звільнення |
| ---------------------- | ------------------------------------------------------------------------------- | ------------ | --------------- |
| Стасюк Юрій Васильович | Сільський голова, 1970 року народження, освіта                                  | 26.03.2006   | 31.10.2010      |
| Стасюк Юрій Васильович | Сільський голова, 1970 року народження, освіта середня спеціальна, безпартійний | 31.10.2010   |                 |

Примітка: таблиця складена за даними джерела

## Історія
Створена у с. Ставище Романівської волості Сквирського повіту Київської губернії. 7 березня 1923 року увійшла до складу новоутвореного Попільнянського району Білоцерківської округи.
Станом на 1 вересня 1946 року сільська рада входила до складу Попільнянського району Житомирської області, на обліку в раді перебувало с. Ставище.
16 вересня 1960 року, відповідно до рішення Житомирського облвиконкому № 960 «Про уточнення обліку населених пунктів області», взято на облік с. Дехтярка.
На 1 січня 1972 року сільська рада входила до складу Попільнянського району Житомирської області, на обліку в раді перебували села Дехтярка та Ставище.
12 серпня 1974 року, відповідно до рішення Житомирського облвиконкому № 342 «Про зміни в адміністративно-територіальному поділі окремих районів області в зв'язку з укрупненням колгоспів», с. Дехтярка передане до складу Романівської сільської ради Попільнянського району.
Виключена з облікових даних 28 грудня 2016 року в зв'язку з об'єднанням до складу новоутвореної Квітневої сільської територіальної громади Попільнянського району Житомирської області.